# Semenivka
Semenivka (ukrainsk: Семенівка, ukrainsk udtale: [seˈmɛn⁽ʲ⁾iu̯kɐ]) er en by i Novhorod-Siverskij rajon, Tjernihiv oblast (provins) i Ukraine. Den er hjemsted for administrationen af Semenivka urban hromada, en af hromadaerne i Ukraine.
Byen har 8.052 (2020) indbyggere.

## Historie
Det gamle Semenivka blev grundlagt i 1680 af oberst Starodub Regiment, søn af den ukrainske Hetman Ivan Samoilovych, der var en kosak-sloboda. Semenivka voksede, og byen blev til sidst centrum for sognet, som omfattede de omkringliggende landsbyer.